# Reinhard Wolters (Politiker)
Reinhard Wolters (* 1951) ist ein hessischer Politiker (CDU) und war ungültig gewählter Oberbürgermeister der Stadt Bad Homburg vor der Höhe.

## Leben und Ausbildung
Reinhard Wolters arbeitete zwischen 1978 als wissenschaftlicher Mitarbeiter an der Universität Essen und wechselte Oktober 1978 zum Kommunalverband Ruhrgebiet. Dort arbeitete er zunächst als Stadtplaner und später in leitender Funktion.

## Politik
1997 wurde er als Baudezernent der Stadt Bad Homburg gewählt und trat dieses Amt am 1. Oktober 1997 an. In der Stichwahl am 22. März 1998 wurde Wolters mit 53,6 Prozent der Stimmen gegen die SPD-Kandidatin Beate Fleige zum Oberbürgermeister von Bad Homburg gewählt.

### Wahlanfechtung
Die Direktwahl von Wolters wurde von einer Gruppe von Bürgern im März 1998 angefochten. Hintergrund war folgender Sachverhalt:
Der Amtsvorgänger Wolfgang Assmann habe nach Meinung der Kläger einseitig für den CDU-Kandidaten Wolters Partei ergriffen und damit als amtierender Wahlleiter gegen das Neutralitätsgebot verstoßen. Weiterhin habe die damalige Koalition aus CDU, FDP und Freien Wählern ein für die Stadt ungünstiges Grundstücksgeschäft bis nach der Wahl verschwiegen. Auch wenn Reinhard Wolters selbst mit diesem Geschäft nicht befasst gewesen war, habe dies die Wahl wesentlich beeinflusst. So hätte der Kandidat der Grünen keine Wahlempfehlung für Wolters abgegeben, wenn er von diesem Vorgang gewusst hätte.
In erster Instanz wurde die Klage im Juni 1999 vom Verwaltungsgericht Frankfurt am Main abgewiesen. Im November 2001 entschied der Hessische Verwaltungsgerichtshof (VGH) in Kassel zugunsten der Kläger und erklärte die Wahl wegen „unzulässiger Wahlbeeinflussung“ für ungültig. Dieses Urteil löste in Fachkreisen starke Überraschung aus und führte zu einer erheblichen Verschärfung der Anforderungen an die Neutralität bei Wahlleitern bei künftigen Wahlen.
Wolters legte gegen die Nichtzulassung der Revision Beschwerde ein und reichte eine Grundrechtsklage beim Staatsgerichtshof des Landes Hessen ein. Dieser lehnte den Antrag von Wolters auf eine einstweilige Anordnung ab. Das Bundesverwaltungsgericht in Leipzig ließ hingegen die Revision im Juli 2002 zu, um die juristische Grundsatzfrage zu klären.
Mit der Entscheidung vom 8. April 2003 hat das Bundesverwaltungsgericht die Wahl für ungültig erklärt und bestätigte die Verschärfung der Anforderungen an die Neutralität, die der VGH aufgestellt hatte. Er erklärte die Wahl aus dem Jahr 1998 für ungültig und ordnete Neuwahlen an.
Wolters selbst begrüßte die „klaren Maßstäbe, die das Gericht mit seinem Urteil gezogen habe“ und kündigte an, sich den Bürgern erneut als Kandidat bei der Neuwahl stellen zu wollen. Die CDU entschied sich jedoch mit äußerst knapper Mehrheit Reinhard Wolters nicht erneut zu nominieren, sondern stattdessen Ursula Jungherr als OB-Kandidatin aufzustellen. Sie amtierte als Oberbürgermeisterin von 2003 bis 2009.